# درس پیانو (ماتیس)
درس پیانو (انگلیسی: Piano Lesson) نقاشی از آنری ماتیس است.
نقاشی درس پیانو هنری ماتیس در تاریخ هنر از جمله آثار مهم به حساب می آید. این نقاشی انتزاعی به این دلیل اهمیت دارد که خط انتقالی کوبیسم پابلو پیکاسو و ژرژ براک است، و از جنبه های بیوگرافیک و به ویژه با توجه به نمادهای متفکرانه (محتوای نمادین) بسیار مهم است.
هنری ماتیس در این تابلو، از المانهایی نظیر فیگور زن و ترکیب بندی دکوراتیو استفاده کرده است. او به عنوان پدر جنبش فوویسم شناخته می شود. جنبشی که با استفاده از رنگهای زنده، ساده سازی شکلها و محو کردن جزئیات غیرضروری معرفی می شود